# Geetanjali Shree
Geetanjali Shree (ur. 12 czerwca 1957 w Mainpuri) – indyjska pisarka tworząca w języku hindi, laureatka International Booker Prize.

## Życiorys
Urodziła się 12 czerwca 1957 roku w Mainpuri, w rodzinie urzędnika państwowego. Spędziła dzieciństwo w różnych miejscach stanu Uttar Pradesh. Choć uczyła się w anglojęzycznych szkołach, utrzymała silną, rodzinną więź z językiem hindi. Studiowała historię Indii na Lady Shri Ram College i Uniwersytecie Jawaharlala Nehru w Nowym Delhi, doktorat pisała na temat działalności Premczanda.
W 1987 roku zadebiutowała opowiadaniem Bel Patra, które ukazało się na łamach magazynu literackiego „Hans”. Cztery lata później ukazał się jej pierwszy zbiór opowiadań Anugoonj. Napisała pięć powieści i kilka zbiorów opowiadań, które zostały wyróżnione nagrodami. Jej twórczość przełożono na język angielski, francuski, niemiecki, serbski i koreański.
Laureatka nagrody literackiej Indu Sharma. W 2022 roku angielskie tłumaczenie jej powieści pt. Tomb of Sand w przekładzie Daisy Rockwell zostało wyróżnione nagrodą International Booker Prize. Bohaterką utworu jest osiemdziesięcioletnia kobieta z północnych Indii, która po śmierci męża popada w depresję. Po odzyskaniu sił podróżuje do Pakistanu, by skonfrontować się z traumą po podziale Indii Brytyjskich. Powieść jest głosem sprzeciwu wobec destrukcyjnej sile granic państwowych, podziałów religijnych i płciowych. Pomimo tego, że poruszane są trudne tematy, dzięki lekkości i żywiołowej grze słów utwór wyróżnia się poczuciem humoru.
Od 1989 roku związana z teatrem. Stworzyła feministyczne adaptacje teatralne m.in. utworów Rabindranatha Tagore czy Hadi Ruswy, a także napisała sztukę eksperymentalną zatytułowaną Nayika Bheda.
Mieszka w Nowym Delhi.